# Tarik Elyounoussi

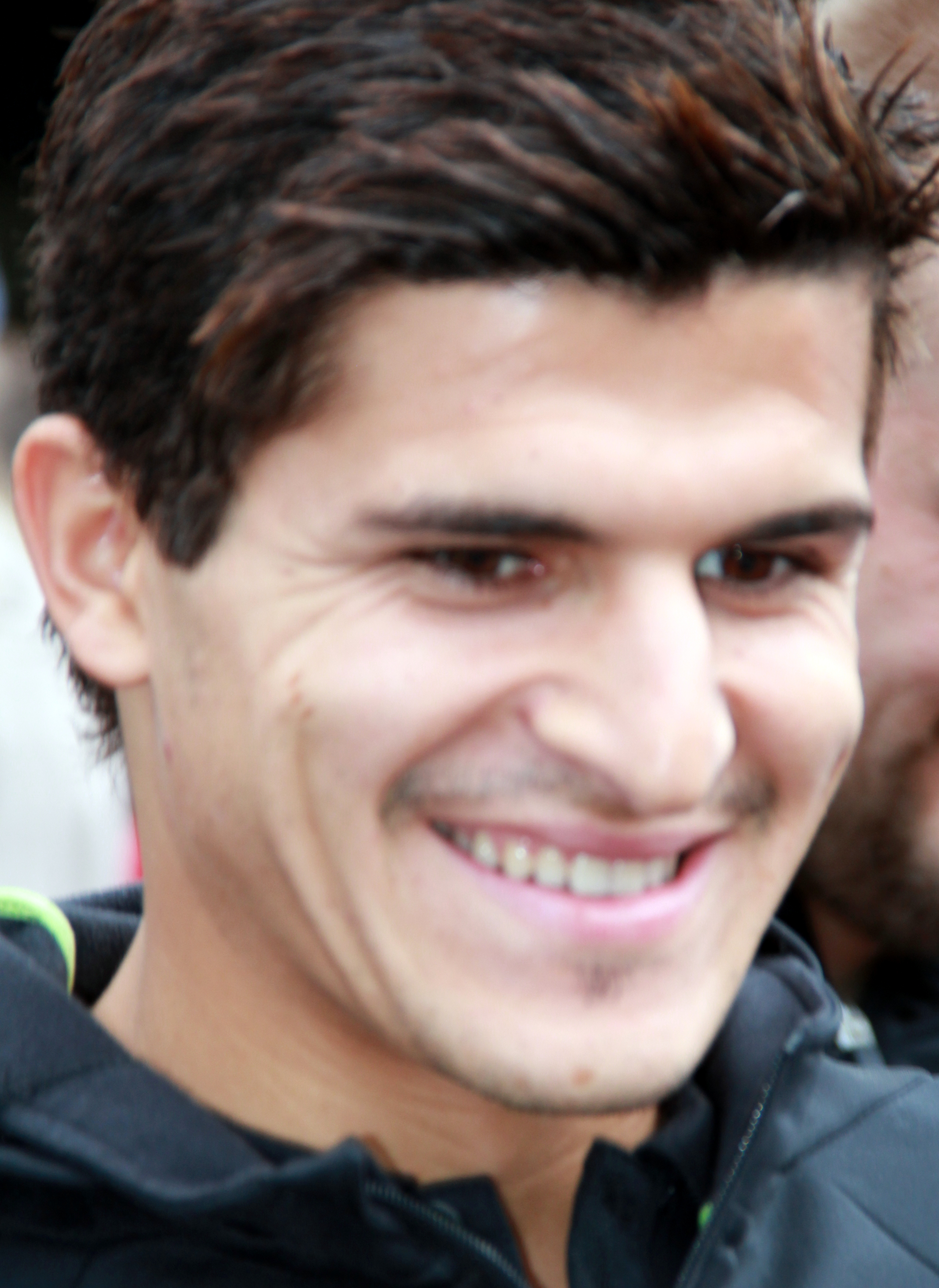
Tarik Elyounoussi (2012)

Tarik Elyounoussi (arabsky طارق اليونسي ;narozen 23. února 1988, Al Hoceima, Maroko) je norský fotbalový záložník a reprezentant marockého původu.
Mimo Norsko působil na klubové úrovni v Nizozemsku, Německu a Řecku. Jeho mladším příbuzným je fotbalista Mohamed Elyounoussi.

## Klubová kariéra
- Nylende (mládežnické týmy)
- Trovik (mládežnické týmy)
- Fredrikstad FK (mládežnické týmy)
- Fredrikstad FK 2006–2008
- SC Heerenveen 2008–2011
- →  Lillestrøm SK 2010 (hostování)
- Fredrikstad FK 2011–2012
- Rosenborg BK 2012–2013
- TSG 1899 Hoffenheim 2013–2016
- Olympiakos Pireus 2016–

## Reprezentační kariéra
Elyounoussi nastupoval v norských mládežnických reprezentacích U17, U18, U19 a U21.
V A-mužstvu Norska debutoval 28. 5. 2008 v přátelském utkání v Oslu proti týmu Uruguaye (remíza 2:2). Při svém debutu vstřelil jeden gól.